# Melaloncha cucharella
Melaloncha cucharella är en tvåvingeart som beskrevs av Gonzalez och Brown 2004. Melaloncha cucharella ingår i släktet Melaloncha och familjen puckelflugor.
Artens utbredningsområde är Honduras. Inga underarter finns listade i Catalogue of Life.